# José Pedro Gonçalves Costa
José Pedro Gonçalves da Costa (sinh ngày 9 tháng 4 năm 1994 ở Oliveira do Bairro) là một cầu thủ bóng đá người Bồ Đào Nha thi đấu cho F.C. Penafiel, ở vị trí thủ môn.

## Sự nghiệp bóng đá
Ngày 17 tháng 9 năm 2014, Costa có màn ra mắt cho Braga B trong trận đấu tại Giải bóng đá hạng nhất quốc gia Bồ Đào Nha 2014–15 trước Académico Viseu.